# Chignautla
Chignautla es una localidad del estado mexicano de Puebla. Es cabecera del municipio de Chignautla.

## Demografía
| Censo | Población |
| ----- | --------- |
| 1900  | 3 540     |
| 1910  | 3 982     |
| 1921  | 3 765     |
| 1930  | 4 441     |
| 1940  | 3 368     |
| 1950  | 1 937     |
| 1960  | 2 187     |
| 1970  | 548       |
| 1980  | 2 476     |
| 1990  | 5 613     |
| 1995  | 7 326     |
| 2000  | 8 511     |
| 2005  | 10 040    |
| 2010  | 11 096    |
| 2020  | 12 666    |